# Runge–Kutta-módszer
A Runge–Kutta-módszerek családja a differenciálegyenletek numerikus analízisének széles körben ismert és alkalmazott közelítő eljárása, amelyet Carl Runge és Martin Kutta német matematikusok dolgoztak ki 1900 körül.

## A közönséges negyedrendű Runge–Kutta-módszer
A Runge–Kutta-módszercsalád közönséges negyedrendű tagja annyira elterjedten használatos, hogy egyszerűen csak „a Runge–Kutta-módszer”-ként hivatkoznak rá. E módszer az alábbi kezdetiérték-probléma egy negyedrendű közelítő megoldását adja.
{\displaystyle y'(t)=f(\;t\;,\;y(t)\;)\qquad y(t_{0})=y_{0}}
Azaz tetszőlegesen rögzített pozitív valós, tipikus esetben kicsiny {\displaystyle h} lépésköz esetén az {\displaystyle n}-edik lépésben a kezdetiérték-probléma {\displaystyle y(t)} megoldásának egy olyan
{\displaystyle y(t_{n})\;\approx \;y_{n}}
közelítését adja a
{\displaystyle t_{n}=t_{0}+n\cdot h}
helyen, amely közelítés hibája negyedrendű. E negyedrendűség azt jelenti, hogy a választott lépésköz zsugorításakor annak negyedik hatványával zsugorodik a hibára adott felső becslés. Például a lépésköz harmadolása árán, azaz nagyjából háromszor annyi számolás árán a hibakorlát {\displaystyle (1/3)^{4}=1/81}-szeresre zsugorodik.
A {\displaystyle h} lépésköz rögzítése után az alábbi, {\displaystyle n}-szerinti rekurziós lépésekkel kapjuk az {\displaystyle y(t)} megoldásfüggvény közelítését.
{\displaystyle {\begin{aligned}y_{n+1}&=y_{n}+h\cdot {a_{n}+2\cdot b_{n}+2\cdot c_{n}+d_{n} \over 6}\\{\text{ahol}}\\a_{n}&=f(\;t_{n}\;,\;y_{n}\;)\\b_{n}&=f(\;t_{n}+{\tfrac {1}{2}}h\;,\;y_{n}+{\tfrac {1}{2}}h\cdot a_{n}\;)\\c_{n}&=f(\;t_{n}+{\tfrac {1}{2}}h\;,\;y_{n}+{\tfrac {1}{2}}h\cdot b_{n}\;)\\d_{n}&=f(\;t_{n}+h\;,\;y_{n}+h\cdot c_{n}\;)\end{aligned}}}
Így, a {\displaystyle t_{n+1}} helyhez tartozó {\displaystyle y_{n+1}} közelítőérték egyenlő a {\displaystyle t_{n}} helyhez tartozó {\displaystyle y_{n}} közelítőérték, plusz a becsült meredekség szorozva az intervallum {\displaystyle h} hosszával. A meredekség becslése egy, most nem részletezett matematikai megfontolás alapján súlyozott középértéke az alábbi négy meredekségi becslésnek:
{\displaystyle {\begin{aligned}a_{n}&=f(\;t_{n}\;,\;y_{n}\;)\\&\approx f(\;t_{n}\;,\;y(t_{n})\;)\\&=y'(t_{n})\\b_{n}&=f(\;t_{n}+{\tfrac {1}{2}}h\;,\;y_{n}+{\tfrac {1}{2}}h\cdot a_{n}\;)\\&\approx f(\;t_{n}+{\tfrac {1}{2}}h\;,\;y(t_{n})+{\tfrac {1}{2}}h\cdot y'(t_{n})\;)\\&\approx f(\;t_{n}+{\tfrac {1}{2}}h\;,\;y(t_{n}+{\tfrac {1}{2}}h)\;)\\&=y'(t_{n}+{\tfrac {1}{2}}h)\\c_{n}&=f(\;t_{n}+{\tfrac {1}{2}}h\;,\;y_{n}+{\tfrac {1}{2}}h\cdot b_{n}\;)\\&\approx f(\;t_{n}+{\tfrac {1}{2}}h\;,\;y(t_{n})+{\tfrac {1}{2}}h\cdot y'(t_{n}+{\tfrac {1}{2}}h)\;)\\&\approx f(\;t_{n}+{\tfrac {1}{2}}h\;,\;y(t_{n}+{\tfrac {1}{2}}h)\;)\\&=y'(t_{n}+{\tfrac {1}{2}}h)\\d_{n}&=f(\;t_{n}+h\;,\;y_{n}+h\cdot c_{n}\;)\\&\approx f(\;t_{n}+h\;,\;y(t_{n})+h\cdot y'(t_{n}+{\tfrac {1}{2}}h)\;)\\&\approx f(\;t_{n}+h\;,\;y(t_{n}+h)\;)\\&=y'(t_{n}+h)\end{aligned}}}
E négy közelítés átlagolásánál a {\displaystyle t_{n}} és {\displaystyle t_{n+1}} szélekhez képest a {\displaystyle t_{n+0.5}} felezőnél dupla súlyt alkalmazunk.
{\displaystyle {\begin{aligned}{\mbox{átlagos meredekség}}&\;\approx \;{y'(t_{n})+2\cdot y'(t_{n}+{\tfrac {1}{2}}h)+2\cdot y'(t_{n}+{\tfrac {1}{2}}h)+y'(t_{n}+h) \over 6}\\&\;\approx \;{1\cdot a_{n}+2\cdot b_{n}+2\cdot c_{n}+1\cdot d_{n} \over 6}\end{aligned}}}
Mivel a megoldásfüggvény felvett értékeire csak additív műveleteket és a skalárral való szorzás műveletét alkalmazzuk, lényegében ezért a módszer nem csak skalár értékű megoldásfüggvények, hanem vektor értékűek esetén is alkalmazható. Ilyen például a Schrödinger-differenciálegyenlet, amelynek Hamilton-operátorát használjuk a fenti szerepében.

## Explicit Runge–Kutta-módszer
A fent említett Runge–Kutta-módszercsalád általánosítása az explicit Runge–Kutta-módszer, amit a
{\displaystyle y_{n+1}=y_{n}+h\sum _{i=1}^{s}b_{i}k_{i},}
ad meg, ahol
{\displaystyle k_{1}=f(t_{n},y_{n}),\,}
{\displaystyle k_{2}=f(t_{n}+c_{2}h,y_{n}+a_{21}hk_{1}),\,}
{\displaystyle k_{3}=f(t_{n}+c_{3}h,y_{n}+a_{31}hk_{1}+a_{32}hk_{2}),\,}
{\displaystyle \vdots }
{\displaystyle k_{s}=f(t_{n}+c_{s}h,y_{n}+a_{s1}hk_{1}+a_{s2}hk_{2}+\cdots +a_{s,s-1}hk_{s-1}).}
(Megjegyzés: a fenti egyenletek különböző formákban is megjelenhetnek egyéb forrásokból, de jelentésük azonos).
Ahhoz hogy meghatározzunk egy bizonyos módszert,kell egy s egész változó (a szakaszok száma), illetve az aij (1 ≤ j < i ≤ s), bi (i = 1, 2, ..., s) és a ci (i = 2, 3, ..., s) együtthatók. Ezek az adatok általában egy mnemonik eszközbe kerülnek be, ami a Butcher táblájaként ismert (Butcher tableau, John C. Butcher neve után):
|  | 0                       |                         |                        |                         |                           |                       |
|  | {\displaystyle c_{2}}   | {\displaystyle a_{21}}  |                        |                         |                           |                       |
|  | {\displaystyle c_{3}}   | {\displaystyle a_{31}}  | {\displaystyle a_{32}} |                         |                           |                       |
|  | {\displaystyle \vdots } | {\displaystyle \vdots } |                        | {\displaystyle \ddots } |                           |                       |
|  | {\displaystyle c_{s}}   | {\displaystyle a_{s1}}  | {\displaystyle a_{s2}} | {\displaystyle \cdots } | {\displaystyle a_{s,s-1}} |                       |
|  |                         | {\displaystyle b_{1}}   | {\displaystyle b_{2}}  | {\displaystyle \cdots } | {\displaystyle b_{s-1}}   | {\displaystyle b_{s}} |

A Runge–Kutta-módszer konzisztens, ha
{\displaystyle \sum _{j=1}^{i-1}a_{ij}=c_{i}\ \mathrm {ha} \ i=2,\ldots ,s.}
Ugyanakkor vannak más követelmények, ha azt szeretnénk, hogy a módszernek legyen p fokszáma, így a kerekítési hiba O(hp+1) lesz. Például egy kétlépcsős módszer másodrendű ha b1 + b2 = 1, b2c2 = 1/2, és b2a21 = 1/2.

### Példák
A RK4 szerkezete a következő táblázat szerint értelmezhető:
|  | 0   |     |     |     |     |
|  | 1/2 | 1/2 |     |     |     |
|  | 1/2 | 0   | 1/2 |     |     |
|  | 1   | 0   | 0   | 1   |     |
|  |     | 1/6 | 1/3 | 1/3 | 1/6 |

Habár a legegyszerűbb Runga-Kutta-módszer az Euler-módszer maga, amelynek {\displaystyle y_{n+1}=y_{n}+hf(t_{n},y_{n})} képlet ad meg.
Ez az egyetlen explicit Runge–Kutta-módszer egy lépcsővel.
|  | 0 |   |
|  |   | 1 |

Egy példa a másodrendű két lépcsős módszerre a középponti módszer:
{\displaystyle y_{n+1}=y_{n}+hf\left(t_{n}+{\tfrac {1}{2}}h,y_{n}+{\tfrac {1}{2}}hf(t_{n},y_{n})\right).}
Az erre megfelelő táblázat:
|  | 0   |     |   |
|  | 1/2 | 1/2 |   |
|  |     | 0   | 1 |

Megjegyzendő, a középponti módszer nem a legmegfelelőbb RK-módszer. A Heun-módszer egy alternatív megoldást kínál, ahol a tábla 1/2-ei 1-re cserélődnek, és a b sora pedig [1/2,1/2].
Ha valaki minimalizálni akarja a kerekítés által keletkezett hibákat, akkor az alábbi módszert kell használnia (Atkinson p. 423). Más fontos módszerek: Fehlberg, Cash-Karp és Dormand-Prince.

## Használat
A következő egy példa a kétlépcsős explicit Runge–Kutta-módszerre:
|  | 0   |     |     |
|  | 2/3 | 2/3 |     |
|  |     | 1/4 | 3/4 |

a kezdeti értéket meghatározó képlet
{\displaystyle y'=\tan(y)+1,\quad y(1)=1,\ t\in [1,1.1]}
a h=0,025 lépésköz
A fenti táblát meghatározó egyenrangú számítások:
{\displaystyle k_{1}=y_{n}}
{\displaystyle k_{2}=y_{n}+{\tfrac {2}{3}}hf(t_{n},k_{1})}
{\displaystyle y_{n+1}=y_{n}+h\left({\tfrac {1}{4}}f(t_{n},k_{1})+{\tfrac {3}{4}}f(t_{n}+{\tfrac {2}{3}}h,k_{2})\right)}
| {\displaystyle t_{0}=1}     |                                                                                       |                                            |                                                            |
|                             | {\displaystyle y_{0}=1}                                                               |                                            |                                                            |
| {\displaystyle t_{1}=1.025} |                                                                                       |                                            |                                                            |
|                             | {\displaystyle k_{1}=y_{0}=1}                                                         | {\displaystyle f(t_{0},k_{1})=2.557407725} | {\displaystyle k_{2}=y_{0}+2/3hf(t_{0},k_{1})=1.042623462} |
|                             | {\displaystyle y_{1}=y_{0}+h(1/4*f(t_{0},k_{1})+3/4*f(t_{0}+2/3h,k_{2}))=1.066869388} |                                            |                                                            |
| {\displaystyle t_{2}=1.05}  |                                                                                       |                                            |                                                            |
|                             | {\displaystyle k_{1}=y_{1}=1.066869388}                                               | {\displaystyle f(t_{1},k_{1})=2.813524695} | {\displaystyle k_{2}=y_{1}+2/3hf(t_{1},k_{1})=1.113761467} |
|                             | {\displaystyle y_{2}=y_{1}+h(1/4*f(t_{1},k_{1})+3/4*f(t_{1}+2/3h,k_{2}))=1.141332181} |                                            |                                                            |
| {\displaystyle t_{3}=1.075} |                                                                                       |                                            |                                                            |
|                             | {\displaystyle k_{1}=y_{2}=1.141332181}                                               | {\displaystyle f(t_{2},k_{1})=3.183536647} | {\displaystyle k_{2}=y_{2}+2/3hf(t_{2},k_{1})=1.194391125} |
|                             | {\displaystyle y_{3}=y_{2}+h(1/4*f(t_{2},k_{1})+3/4*f(t_{2}+2/3h,k_{2}))=1.227417567} |                                            |                                                            |
| {\displaystyle t_{4}=1.1}   |                                                                                       |                                            |                                                            |
|                             | {\displaystyle k_{1}=y_{3}=1.227417567}                                               | {\displaystyle f(t_{3},k_{1})=3.796866512} | {\displaystyle k_{2}=y_{3}+2/3hf(t_{3},k_{1})=1.290698676} |
|                             | {\displaystyle y_{4}=y_{3}+h(1/4*f(t_{3},k_{1})+3/4*f(t_{3}+2/3h,k_{2}))=1.335079087} |                                            |                                                            |

Az aláhúzott kifejezések jelzik a számszerû megoldásokat.Megjegyzendõ, az {\displaystyle y_{i}}s újraszámolása érdekében {\displaystyle f(t_{i},k_{1})}-et használtunk.

## Adaptív Runge–Kutta-módszer
Az adaptív módszer arra volt tervezve, hogy megadja a becsült helyi kerekítési hibát minden egyes RK lépésben. Ezt úgy valósította meg, hogy két módszert tartalmaz a táblázat, egyet p-ed rendűvel és egyet p-1-ed rendűvel.
A kisebb rendű lépés adott:
{\displaystyle y_{n+1}^{*}=y_{n}+h\sum _{i=1}^{s}b_{i}^{*}k_{i},}
ahol, a {\displaystyle k_{i}} megegyezik a magasabb rendű módszerrel. Ekkor a hiba:
{\displaystyle e_{n+1}=y_{n+1}-y_{n+1}^{*}=h\sum _{i=1}^{s}(b_{i}-b_{i}^{*})k_{i},}
ami {\displaystyle O(h^{p})}. A Butcher-táblázat erre a módszerre ki van bővítve, így megadja a {\displaystyle b_{i}^{*}} értékeit:
|  | 0                       |                           |                           |                         |                             |                           |
|  | {\displaystyle c_{2}}   | {\displaystyle a_{21}}    |                           |                         |                             |                           |
|  | {\displaystyle c_{3}}   | {\displaystyle a_{31}}    | {\displaystyle a_{32}}    |                         |                             |                           |
|  | {\displaystyle \vdots } | {\displaystyle \vdots }   |                           | {\displaystyle \ddots } |                             |                           |
|  | {\displaystyle c_{s}}   | {\displaystyle a_{s1}}    | {\displaystyle a_{s2}}    | {\displaystyle \cdots } | {\displaystyle a_{s,s-1}}   |                           |
|  |                         | {\displaystyle b_{1}}     | {\displaystyle b_{2}}     | {\displaystyle \cdots } | {\displaystyle b_{s-1}}     | {\displaystyle b_{s}}     |
|  |                         | {\displaystyle b_{1}^{*}} | {\displaystyle b_{2}^{*}} | {\displaystyle \cdots } | {\displaystyle b_{s-1}^{*}} | {\displaystyle b_{s}^{*}} |

A RK Fehlberg módszernek a két rendszere az ötöd- és negyedrendű. Ennek a kibővített Butcher-táblázata a következő:
|  | 0     |           |            |            |             |        |      |
|  | 1/4   | 1/4       |            |            |             |        |      |
|  | 3/8   | 3/32      | 9/32       |            |             |        |      |
|  | 12/13 | 1932/2197 | −7200/2197 | 7296/2197  |             |        |      |
|  | 1     | 439/216   | −8         | 3680/513   | -845/4104   |        |      |
|  | 1/2   | −8/27     | 2          | −3544/2565 | 1859/4104   | −11/40 |      |
|  |       | 16/135    | 0          | 6656/12825 | 28561/56430 | −9/50  | 2/55 |
|  |       | 25/216    | 0          | 1408/2565  | 2197/4104   | −1/5   | 0    |

Habár a legegyszerűbb adaptív Runge–Kutta-módszer a másodrendű Heun-módszert és az elsőrendű Euler-módszert foglalja magába. Ennek a kibővített Butcher-táblázata:
|  | 0 |     |     |
|  | 1 | 1   |     |
|  |   | 1/2 | 1/2 |
|  |   | 1   | 0   |

A hiba eredményét a lépték határozza meg.
Más adaptiv Runge–Kutta-módszerek a Bogacki-Shampine-módszer (harmad-és másodrendű), a Cash-Karp-módszer és a Dormand-Prince-módszer (mindkettő ötöd- és negyedrendű).

## Implicit Runge-Kutta-módszer
Az implicit módszerek jóval általánosabbak az expliciteknél. Az eltérés a Butcher-táblázatnál merül fel: az implicit módszernél, a mátrix aij együtthatója nem feltétlenül alacsony háromszög:
{\displaystyle {\begin{array}{c|cccc}c_{1}&a_{11}&a_{12}&\dots &a_{1s}\\c_{2}&a_{21}&a_{22}&\dots &a_{2s}\\\vdots &\vdots &\vdots &\ddots &\vdots \\c_{s}&a_{s1}&a_{s2}&\dots &a_{ss}\\\hline &b_{1}&b_{2}&\dots &b_{s}\\\end{array}}={\begin{array}{c|c}\mathbf {c} &A\\\hline &\mathbf {b^{T}} \\\end{array}}}
A megközelítő megoldás a kezdeti érték problémára utal az együtthatók nagyobb számára.
{\displaystyle y_{n+1}=y_{n}+h\sum _{i=1}^{s}b_{i}k_{i}\,}
{\displaystyle k_{i}=f\left(t_{n}+c_{i}h,y_{n}+h\sum _{j=1}^{s}a_{ij}k_{j}\right).}
Az {\displaystyle a_{ij}} mátrix telítettsége miatt, az egyes {\displaystyle k_{i}} becslése jelentékeny mértékben fog függeni az {\displaystyle f(t,y)} függvénytől. A nehézségek ellenére, az implicit módszerek nagy jelentőséggel birnak az erősen stabil állapotuk miatt, ami különösen fontos a parciális differenciál egyenletek megoldásában. A legegyszerűbb példa egy implicit Runge–Kutta-módszerre fordított Euler-módszer:
{\displaystyle y_{n+1}=y_{n}+hf(t_{n}+h,y_{n+1})\,}
Ennek táblázata egyszerű:
{\displaystyle {\begin{array}{c|c}1&1\\\hline &1\\\end{array}}}
Még az egyszerűbb implicit módszer alkalmazása is bonyolulttá válhat, ami a ki kifejezésből látszik is:
{\displaystyle k_{1}=f(t_{n}+c_{1}h,y_{n}+ha_{11}k_{1})\rightarrow k_{1}=f(t_{n}+h,y_{n}+hk_{1}).}
Ebben az esetben, a fenti bonyolult kifejezés leegyszerűsíthető a következőképpen:
{\displaystyle y_{n+1}=y_{n}+hk_{1}\rightarrow hk_{1}=y_{n+1}-y_{n}\,}
így hát
{\displaystyle k_{1}=f(t_{n}+h,y_{n}+y_{n+1}-y_{n})=f(t_{n}+h,y_{n+1}).\,}
amiből következik, hogy:
{\displaystyle y_{n+1}=y_{n}+hf(t_{n}+h,y_{n+1})\,}
Noha egyszerűbb, mint a módosítások előtti „nyers” kifejezés, ez egy implicit összefüggés, tehát a konkrét megoldás problémafüggő. A többlépéses implicit módszert sikeresen használják a kutatók. Az egyensúly összeállítása (kombinációja), a magasabb rendpontosság kevesebb lépésben és a léphetőség (stepping) egyedül az előző értékben válik érdekessé, ugyanakkor a bonyolult példa jellegzetes kivitelezése, és a tény, hogy ki ismételt megközelítései mutatják hogy ezek hasonlóak (ugyanazok).

## Algoritmus
Legyen mondjuk a {\displaystyle y^{'}(x)=-2*y(x);y(0)=3} differenciálegyenlet, aminek a megoldása:{\displaystyle y(x)=3*e^{-2*x}}
```
import
 
math

import
 
numpy
 
as
 
np

import
 
matplotlib.pyplot
 
as
 
plt

x0
=
0

y0
=
3

h
=
0.8

def
 
ypontos
():

	
x
=
np
.
linspace
(
0
,
10
,
100
)

	
y
=
3
*
np
.
exp
(
-
2
*
x
)

	
plt
.
plot
(
x
,
y
,
"-b"
)

def
 
f
(
x
,
 
y
):

	
return
(
-
2
*
y
)

def
 
RungeKutta2nd
(
f
,
 
h
,
 
x0
,
 
y0
):

	
x
=
np
.
arange
(
0
,
 
10
,
 
h
)

	
y
=
x
*
0

	
y
[
0
]
=
y0

	
for
 
i
 
in
 
range
(
10
):

		
k1
=
h
*
f
(
x
[
i
],
y
[
i
])

		
k2
=
h
*
f
(
x
[
i
]
+
h
/
2
,
y
[
i
]
+
k1
/
2
)

		
y
[
i
+
1
]
=
y
[
i
]
+
k2

	
plt
.
plot
(
x
,
y
,
 
"--r"
)

	
plt
.
text
(
-
0.5
,
 
3
,
'Masodrendu Runge-Kutta (h=0.8)'
,
color
=
'red'
,
 
fontsize
=
10
)

def
 
RungeKutta4th
(
f
,
 
h
,
 
x0
,
 
y0
):

	
x
=
np
.
arange
(
0
,
 
10
,
 
h
)

	
y
=
x
*
0

	
y
[
0
]
=
y0

	
for
 
i
 
in
 
range
(
10
):

		
k1
=
h
*
f
(
x
[
i
],
y
[
i
])

		
k2
=
h
*
f
(
x
[
i
]
+
h
/
2
,
y
[
i
]
+
k1
/
2
)

		
k3
=
h
*
f
(
x
[
i
]
+
h
/
2
,
y
[
i
]
+
k2
/
2
)

		
k4
=
h
*
f
(
x
[
i
]
+
h
,
y
[
i
]
+
k3
)

		
y
[
i
+
1
]
=
y
[
i
]
+
(
k1
+
2
*
k2
+
2
*
k3
+
k4
)
/
6

	
plt
.
plot
(
x
,
y
,
 
"--g"
)

	
plt
.
text
(
5
,
 
3
,
'Negyedrendu Runge-Kutta (h=0.8)'
,
color
=
'green'
,
 
fontsize
=
10
)

ypontos
()

RungeKutta2nd
(
f
,
 
h
,
 
x0
,
 
y0
)

RungeKutta4th
(
f
,
 
h
,
 
x0
,
 
y0
)

plt
.
show
()

```

A program lefuttatása után egy grafikonon összehasonlíthatjuk a másodrendű illetve 4.-edrendű Runge-Kutta módszereket illetve a tényleges megoldást.